# Ranunculus arachnoideus
Ranunculus arachnoideus är en ranunkelväxtart som beskrevs av Carl Anton von Meyer. Ranunculus arachnoideus ingår i släktet ranunkler, och familjen ranunkelväxter. Inga underarter finns listade i Catalogue of Life.